# Othniel Charles Marsh

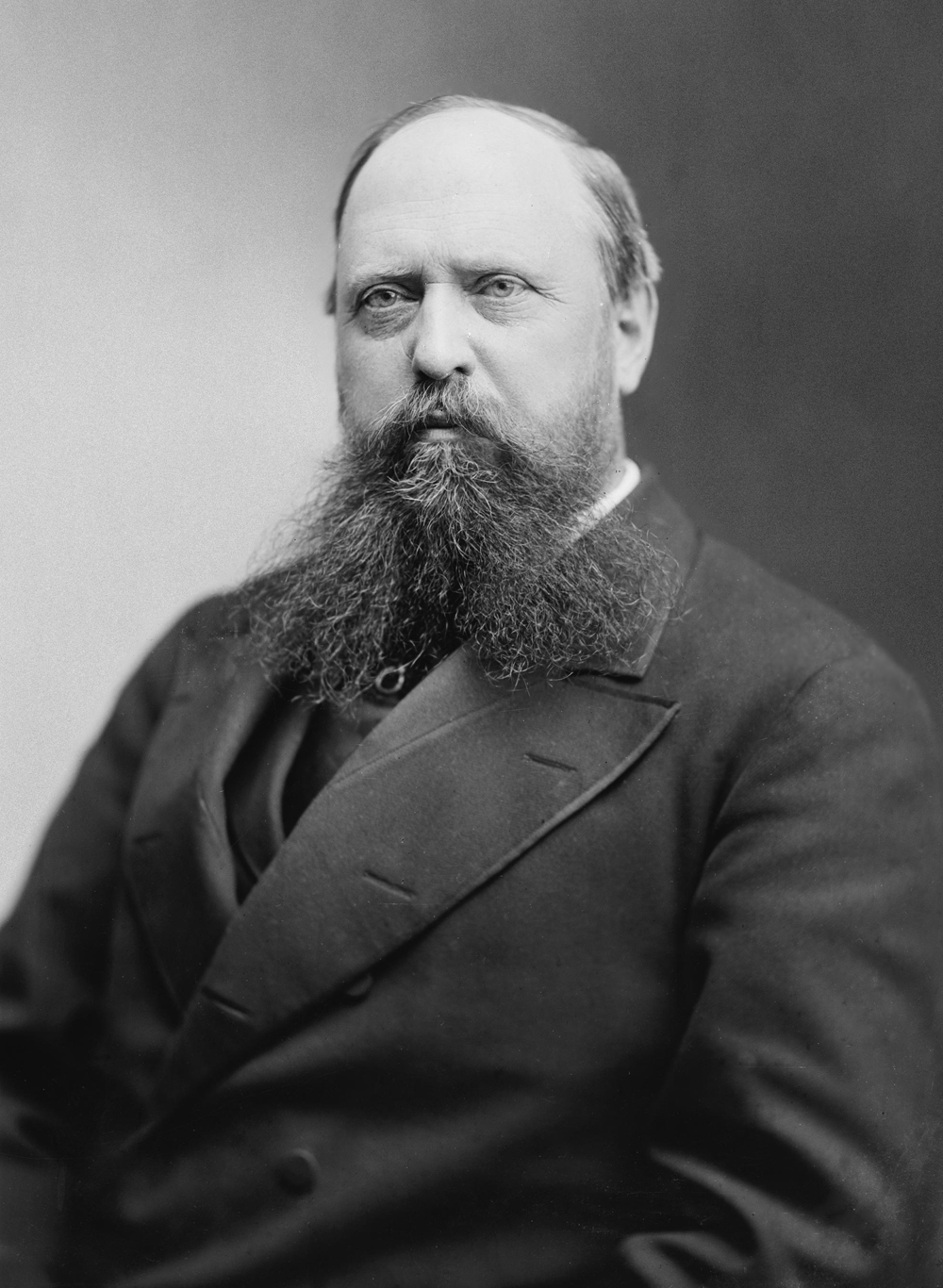
Othniel Charles Marsh

Othniel Charles Marsh (* 29. Oktober 1831 in Lockport, New York; † 18. März 1899 in New Haven, Connecticut) war ein Paläontologe.

## Leben und Wirken
Marsh wurde 1831 in Lockport, New York geboren. Da seine Mutter starb, als er nur drei Jahre alt war, wurde er von seinem Onkel George Peabody lange finanziell unterstützt und erhielt im Alter von 21 Jahren die für seine Mutter vorgesehene Mitgift. Diese finanziellen Mittel ermöglichten Marshs Bildungsweg. 1860 machte er seinen Abschluss am Yale College. Er studierte Geologie und Mineralogie an der Sheffield Scientific School des Yale Colleges und Paläontologie und Anatomie in Berlin, Heidelberg und Breslau. Nach seiner Rückkehr 1866 wurde er der erste Professor in den Vereinigten Staaten für Wirbeltierpaläontologie am Yale College. Er überzeugte George Peabody zur Gründung des Peabody Museum für Naturgeschichte an der Yale-Universität, wo er zusammen mit Addison E. Verrill und George J. Brush ab 1867 zum Kuratoren ernannt worden war.
1871 fand er die ersten Überreste ausgestorbener Pferde und veröffentlichte später einen Stammbaum der Pferde. 1874 wurde er in die National Academy of Sciences, 1875 in die American Academy of Arts and Sciences gewählt. Im Mai 1897 fand Marsh die ersten amerikanischen Flugsaurierfossilien. Marsh beschrieb fossile Vögel z. B. die Zahnvögel aus der amerikanischen Oberkreide wie Ichthyornis und Hesperornis, flugfähige Reptilien, Dinosaurier aus der Kreide und dem Jura einschließlich Apatosaurus und Allosaurus. Insgesamt beschrieb er 25 neue Gattungen von Dinosauriern und baute eine der größten Fossiliensammlungen der Welt auf.
1883–1895 war er Präsident der National Academy of Sciences. Seit 1883 war er korrespondierendes Mitglied der Bayerischen Akademie der Wissenschaften, seit Dezember 1893 assoziiertes Mitglied der Königlichen Akademie von Belgien und seit 1898 der Académie des sciences.
Das 1869 erhaltene Erbe von George Peabody nutzte Marsh für den Bau eines Gebäudes, in dem sich heute die School of Forestry & Environmental Studies der Yale-Universität befindet.
Ein von Marsh 1877 entdeckter und irrtümlich als Nanosaurus identifizierter Dinosaurier wurde 100 Jahre später zu seinen Ehren in Othnielia umbenannt. Auch der Dinosaurier Marshosaurus trägt seinen Namen.
Marsh liegt auf dem Grove Street Cemetery, New Haven, Connecticut begraben.

## „Bone-Wars“
Marsh löste, wenn auch unbeabsichtigt, die als „Bone Wars“ bekannt gewordenen Fehde mit Edward Drinker Cope aus. Beide standen sich anfangs freundschaftlich gegenüber, nachdem sie sich zuerst 1863 in Berlin getroffen hatten. Es kam aber schon in Haddonfield, wo erste Dinosaurierfunde in Nordamerika gemacht wurden und beide Wissenschaftler in den Mergelgruben nach Fossilien suchten, zu Spannungen. Als Ausgangspunkt der Fehde wird häufig folgendes Ereignis benannt. Bei der Rekonstruktion des von Cope 1868 entdeckten Elasmosaurus unterlief diesem ein Fehler: Er setzte den Schädel an das Schwanzende des Tieres. Als Marsh den Irrtum sah, begann er zu lachen. Cope war der Meinung, dass man ihm das ewig anlasten würde. Man nimmt an, dass dieser Vorfall die Fehde auslöste. Es entwickelte sich ein erbitterter Kampf um Dinosaurierfossilien. Jeder von ihnen wollte der Beste sein, und es wurden sogar die Ausgrabungen des anderen sabotiert. Hierbei wurden wichtige Funde aus purem Hass zerstört, um sie nicht in die Hände des anderen fallen zu lassen. Den Ausschlag gaben am Ende die größeren finanziellen Mittel von Marsh.
Die heftigen Auseinandersetzungen zwischen den beiden Wissenschaftlern lösten allgemein großes Aufsehen aus. Auf der Titelseite der Tageszeitung New York Herald fand sich am 12. Januar 1890 die Hauptüberschrift: Erbitterter Streit zwischen Wissenschaftlern. In dem folgenden Artikel warf Edward Drinker Cope seinem Kollegen Othniel Marsh mit drastischen Worten vor, er sei völlig inkompetent, habe geistigen Diebstahl begangen und mutwillig Fossilienfunde zerstört. Marsh reagierte umgehend mit einer ähnlich scharfen Gegendarstellung. Kurz darauf schrieb ein Redakteur des Herald: „Wenn diese Katzenbalgerei nicht bald aufhört, wird von den beiden Kontrahenten nicht mehr viel übrig bleiben.“ Der Autor sollte recht behalten, denn am Ende waren beide Wissenschaftler nicht nur moralisch, sondern auch finanziell durch ihren Dauerstreit ruiniert.

## Schriften (Auswahl)
- Über zweierlei Lobenlinien bei Ceratiten. In: Zeitschrift der Deutschen geologischen Gesellschaft. Band XVII, Monatsberichte, 1865, S. 267–269.
- Polydactyle horses, recent and extinct. In: The American journal of science and arts. 3. Folge, Band 17, Nr. 102, 1879, S. 499–505 (Digitalisat).